# Unión Latinoamericana
Unión Latinoamericana es un concepto que alude a una posible unificación de todos los países de América Latina en una organización supranacional, bajo un gobierno común, como pasa en la Unión Europea. La idea surge en el contexto de la integración latinoamericana.

## Historia

### Antecedentes
La idea de la unión latinoamericana surgió como un concepto durante la independencia de los países de Latinoamérica:
El proyecto de confederar Hispanoamérica fue compartido por una gran cantidad de próceres y estadistas de todo el continente antes del Congreso de Panamá, como Francisco de Miranda y su proyecto de Colombeia. Más tarde, en 1810, Juan de Egaña y Juan Martínez de Rozas, en el artículo 1 del Proyecto de Declaración de los derechos del pueblo de Chile, muestran la necesidad de unir a Hispanoamérica para garantizar su seguridad interior y exterior; José Gregorio Argomedo y Bernardo O'Higgins se sumaron al proyecto bajo la fórmula de "la gran confederación del continente americano". El dictador paraguayo, José Gaspar Rodríguez de Francia Bernardo de Monteagudo, en 1811 esbozó un Plan Confederal, que sostenía la búsqueda de una confederación de estados, aunque conformado principalmente por los territorios del Virreinato del Río de la Plata. El centroamericano Cecilio del Valle publicó en 1822 un proyecto de congreso de todos los estados americanos, con sede en Nicaragua o Costa Rica. El canciller del Imperio del Brasil, Silvestre Pinheiro Ferreira, propuso para la América hispano-lusitana una "Confederación de Naciones", del mismo modo de pensar era José Bonifácio de Andrada e Silva. el ministro de Relaciones Exteriores del Perú durante el Protectorado de San Martín y el General Bolívar, redacto un proyecto de unión con influencia bolivariana.

### Guerras de independencia en Latinoamérica

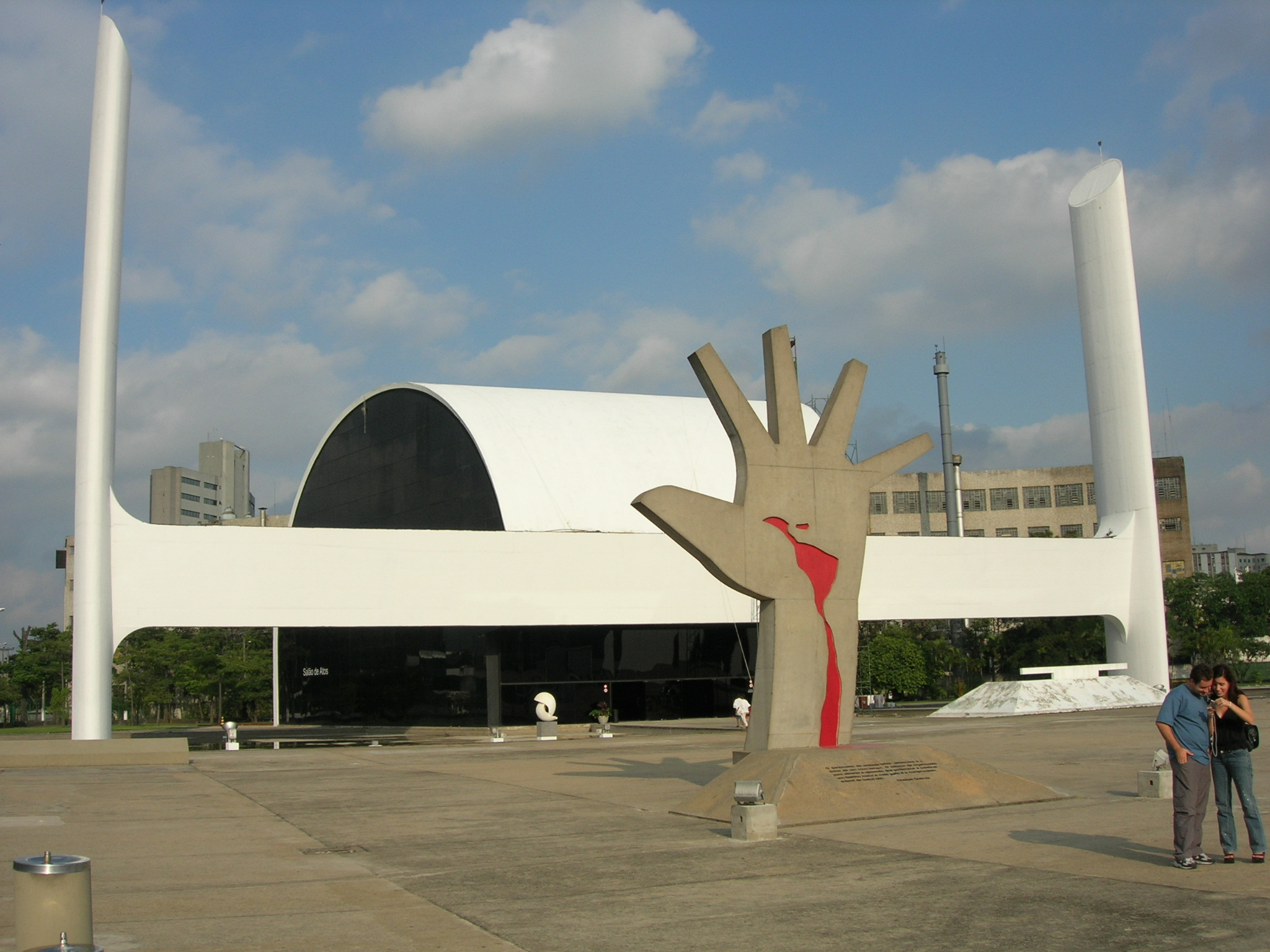
Memorial da América Latina, São Paulo. Nótese la representación que de América Latina hace el arquitecto brasileño Oscar Niemeyer: de México hacia el Sur incluyendo las Antillas.

Al principio de las guerras de independencia de los países hispanoamericanos no había una idea estricta o puramente nacional que preformara las actuales nacionalidades en el continente. En México, Acta Solemne de la Declaración de Independencia de la América Septentrional de 1813, José María Morelos y Pavón se refiere a la "independencia de la América Española". Igualmente, para Simón Bolívar (así como para Francisco de Miranda) la idea de la lucha de independencia no iba dirigida a la formación de los actuales Venezuela, Colombia, Perú, Ecuador y Bolivia, como se puede observar en la Carta de Jamaica realizada por este en 1815.
Durante las diferentes etapas de formación de un estado en Argentina, Uruguay, Chile, Perú, Bolivia, Colombia y Venezuela no existía un propósito que limitara la independencia a estas entidades contemporáneas.
Durante las guerras de independencia latinoamericanas, la idea de la independencia de un solo país, (a diferencia de los muchos contemporáneos) estuvo vigente hasta el Congreso de Panamá de (Convocado en 1824, pero en sesión hasta 1826). Sin embargo, las diferencias entre las diferentes entidades respecto al Federalismo, Centralismo, al Indigenismo y los derechos de los pueblos indígenas originales, y las diferencias entre los líderes cerraron la oportunidad de consolidar la independencia en una sola entidad.
También hubo proyectos monárquicos de lograr una confederación hispanoamericana a través de mantener Unión dinástica (mas no Unión política) con la Monarquía Española, confiando en que la institución de la figura del Rey mantenga los vínculos entre hispanoamericanos (e incluso la propia España, en algo similar a la Mancomunidad de Naciones). Ejemplos de estas propuestas fueron las de Francisco Antonio Zea con su Imperio Democrático Español, o Lucas Alamán con su propuesta a las cortes del Trienio Liberal (muy parecido al plan del Conde de Aranda). Otros no incluían a España en el proyecto, como el Imperio de Colombia de Francisco de Miranda (el cual debía contar con un soberano inca).

### Inicio de proyectos nacionales unionistas
Después de las guerras de independencia, surgieron algunos modelos de organización nacional que contemplaban la unión latinoamericana de varias regiones y países de la actualidad, entre ellos:
El proyecto de reino Unido del Río de la Plata, Perú y Chile propuesto por Manuel Belgrano en 1810, las Provincias Unidas del Río de la Plata (1810-1835), la Confederación Argentina (1835-1852), a la que se sumó Bolivia en 1847, cuyo desacuerdo con Brasil terminó en la invasión de Uruguay por parte de este en 1851.
La Gran Colombia, en realidad llamada Colombia, formada por las actuales Colombia, Venezuela, Ecuador y Panamá desde 1819 hasta 1831, una unión proyectada como la futura Federación de los Andes por Simón Bolívar. Cuba, el Haití Español y Puerto Rico pretendían formar un estado asociado con la república.
En América del Norte, el Primer Imperio Mexicano (1821-1823).
En Centroamérica, las Provincias Unidas del Centro de América en 1823 (posteriormente República Federal de Centroamérica y luego Confederación de Centroamérica) constituidas por Guatemala, El Salvador, Honduras, Nicaragua y Costa Rica, proyecto que duró más de veinte años bajo diferentes nombres y sistemas de gobierno, hasta 1845. Este proyecto se volvió a retomar en 1885 con la intentona de Barrios, la República de América Central (1896-1898) y los Estados Unidos de Centroamérica en 1898.
La Confederación Perú-Boliviana durante 1836 y 1839, fue otro caso notable.

### Caudillismo y dictaduras militares regionales

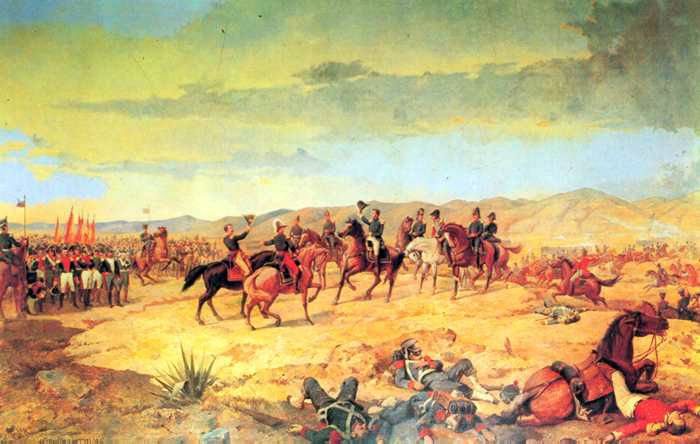
Óleo de la batalla de Ayacucho, decisiva victoria del Ejército Unido Libertador, obra del pintor Martín Tovar y Tovar.

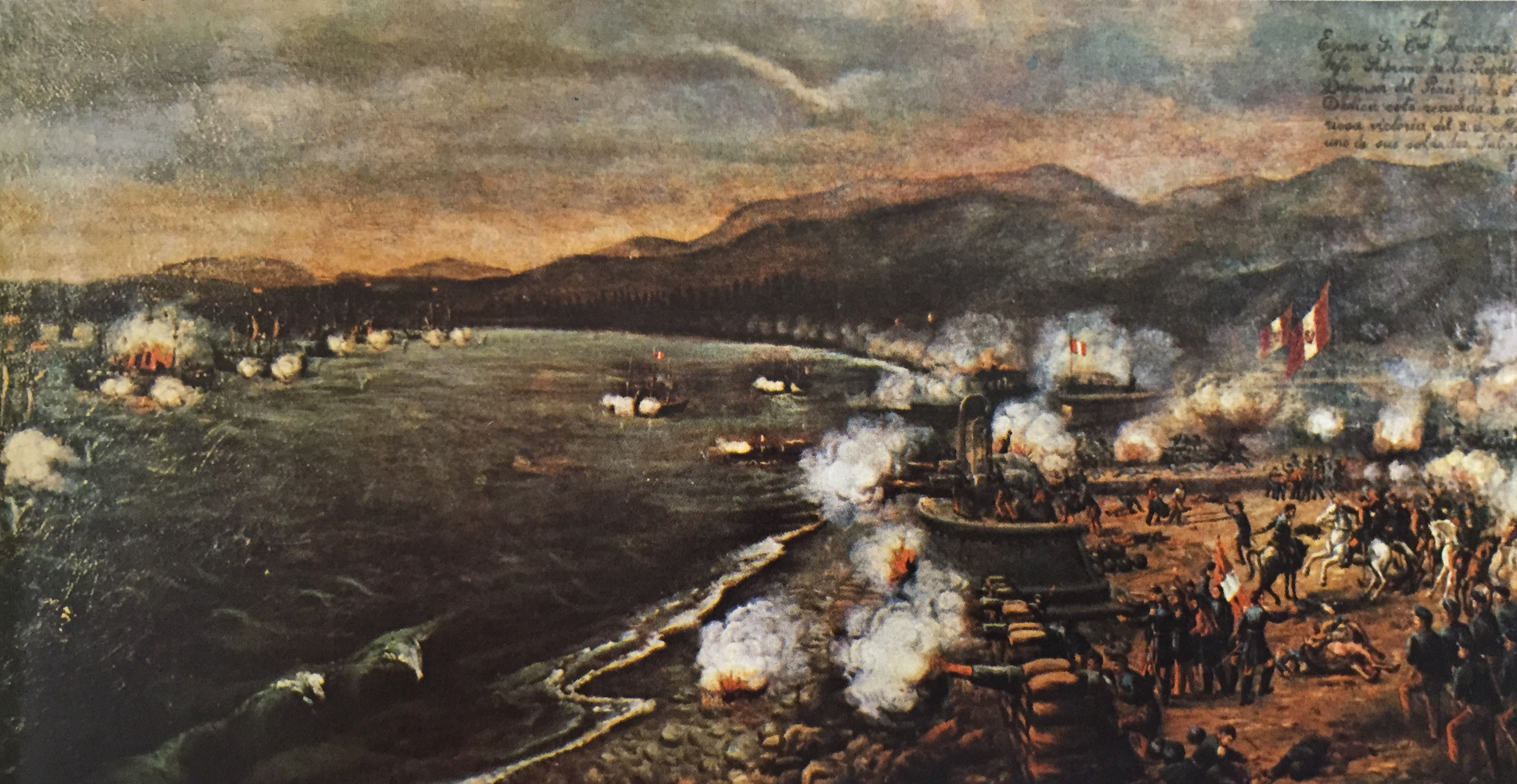
Óleo del "Combate del 2 de mayo de 1866", combate entre las fuerzas del Perú y España.

Después del período independentista, no sólo los grandes grupos de población y territorio ya estaban formados, sino los que resultaron de la disolución o fraccionamiento de otros. La mayor parte de los países que resultaron de las diferentes guerras de independencia confluyó de una otra forma de caudillismo, manifiesto en una serie de dictaduras nacionales (y en algunos casos regionales, como en México, Venezuela y Colombia) y que favoreció ciertas unificaciones temporales como en las Provincias Unidas del Centro de América o en las Provincias Unidas del Río de la Plata y en la misma Argentina. El caudillismo en general no fue sino una continuación del conservadurismo de la colonia favorecido en gran medida por la influencia de las instituciones de la iglesia en la mayoría de los casos, excepto en Argentina.
El poder colonial europeo (España, Portugal o Francia) reforzaron el poderío colonial a través de varias formas de coacción económica. Al destruirse la forma original del control colonial varios grupos tomaron las riendas en las nacionalidades resultantes, entre estos, diversas fracciones de las instituciones católicas hubieron de reunirse en torno a estos grupos para protegerse. El ciclo de Conservadores y Liberales tomando o intentando tomar el poder en esta etapa es común en la mayoría de los casos.
Las diferentes nacionalidades y grupos políticos internos cedieron por conveniencia a la influencia de factores externos, principalmente económicos que dieron pie a una nueva forma de imperialismo en el área. Ya no eran colonias, pero eran poco más que protectorados de países europeos. Esta es una etapa que continuo hasta el fin de la Segunda Guerra Mundial.
Puede hablarse de diferentes formas de imperialismo que derivaron en resultados para cada nación. La Guerra México-Estados Unidos, las guerras bananeras, la pérdida de las Islas Malvinas, la disolución de la Federación Centroamericana, el filibusterismo, la intervención Francesa en México, el control de compañías estadounidenses de los gobiernos centroamericanos y del Caribe, la guerra hispanoamericana, todos son manifestaciones diferentes del mismo asunto, la debilidad de los gobiernos aislados ante la influencia extranjera.
A mediados de la guerra de Vietnam y posterior a la derrota de Estados Unidos en dicha guerra, Estados Unidos fijó un nuevo blanco para la manipulación y control geopolítico en ese contexto América Latina y el resto de lo que entonces se consideraba el Tercer mundo, donde en este caso se trataba de imponer un dominio del área en cuestión bajo lo que luego sería conocido como Operación Cóndor el cual era ejecutado con la intención de controlar completamente factores económicos, sociales y políticos, lo cual se logró a través de la financiación y apoyo a grupos militares corruptos de extrema derecha así comenzaron diversas formas y en tiempos diversos las dictaduras impuestas por "gobiernos satélite" dirigidos desde Estados Unidos, como el caso de Augusto Pinochet en Chile y Jorge Rafael Videla en Argentina.

### Actualidad
El colapso gradual de las dictaduras latinoamericanas dio lugar a formas de democracia a lo largo de la región. Desde entonces, se abordó el tema de la Integración latinoamericana como un tema importante. Instituciones como la Comunidad Andina, el Mercosur y Unasur se crearon con la intención de acercar económicamente a algunos países de Latinoamérica. Existieron proyectos para crear un banco común latinoamericano, como el Banco del Sur y de tener una moneda común latinoamericana, como el SUCRE.
Desde el punto de vista cultural las interacciones se han intensificado desde principios del siglo XX, cuando un grupo cultural sufría por las situaciones políticas de cada país; emigraba o se refugiaba en otros países, contribuyendo al intercambio y la mezcla cultural.
Hay un gran grado de afinidad entre los habitantes de las diferentes repúblicas americanas. Esto es claramente palpable en los lugares donde la emigración ha llevados a miembros de su población, como Chicago, Nueva York, Los Ángeles, Madrid, Barcelona, donde hay emigrados de diferentes nacionalidades, hay una constante interacción entre los miembros de las diferentes poblaciones: matrimonios, fiestas, relaciones comerciales comunes, celebraciones culturales comunes, creación de grupos culturales comunes.
La facilidad de las comunicaciones en el siglo XX, el Internet, el aumento de las relaciones comerciales, etc., han contribuido al paralelismo en las manifestaciones culturales.

## La idea de unión latinoamericana en la actualidad

### Proceso de la unión
Una experiencia que podría imitarse es la Unión Europea (integración europea y federalismo europeo), por lo que la unión debiese comenzar a nivel de acuerdos económicos y tratados políticos entre los futuros integrantes de la unión. La experiencia europea indica que la unión monetaria total (cuando se cree el Banco Central de Latinoamérica, como el Banco Central Europeo) debiese concretarse en conjunto con una unión fiscal.

### Desventajas de una posible unión
Las desventajas se encuentran principalmente, durante los primeros años de la unificación, donde deberían coexistir múltiples sistemas políticos y económicos. Lo que podría generar un desorden. Del mismo modo, los países perderían su capacidad de emitir dinero de acuerdo a sus realidades locales y deberían subordinarse a la autoridad monetaria que fuese acordada, esto traería problemas ante las distintas realidades que existen en los países, ya que tener la capacidad de regular la moneda es un importante instrumento económico con el que hoy cuentan estos estados.
El primer paso lógico para concretar esta unión, debiese ser la unión económica y monetaria subordinada a ciertas reglas de carácter fiscal, acordar políticas sociales como bloque mirando la realidad económica de la unión. Esto podría generar muchos roces entre los estados, especialmente en tiempos de contracción económica tal como ha venido ocurriendo en la Unión Europea desde la crisis económica mundial ocurrida el año 2008.

### República Unida de Naciones de América - RUNA

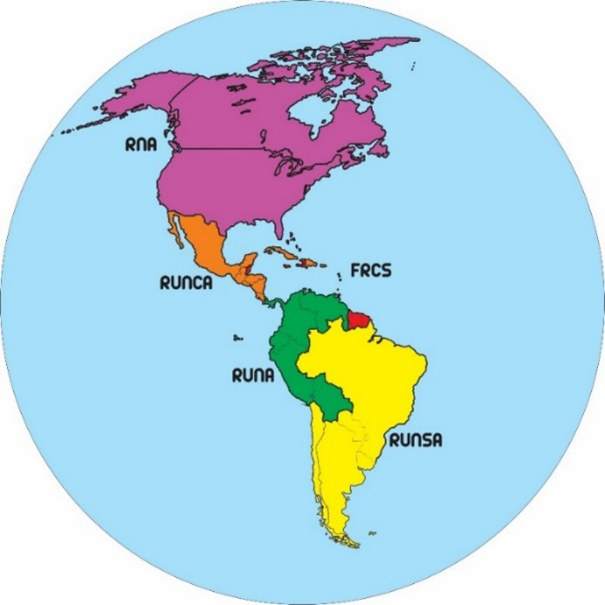
Mapa político propuesto para el continente americano en La América que murió en Beruecos: ¡La historia del futuro perdido! (González-Fernández, Antonio J. 2017).

En su obra La América que murió en Beruecos: ¡La historia del futuro perdido! el científico y escritor venezolano Antonio J. González-Fernández presentó en 2015 una propuesta de unificación para los países latinoamericanos, basada en los ideales de Simón Bolívar y Antonio José de Sucre; añadiendo importantes componentes surgidos de la modernidad.
En esta obra se presentan las naciones del continente americano agrupadas en cinco repúblicas:
- República Unida de Naciones de América - RUNA (Bolivia, Colombia, Ecuador, Panamá, Perú y Venezuela).
- República Unida de Naciones de Suramérica - RUNSA (Argentina, Brasil, Chile, Paraguay y Uruguay).
- Republic of North America - RNA (Estados Unidos y Canadá).
- República Unida de Naciones de Centro América - RUNCA (Costa Rica, Cuba, Guatemala, Honduras, República Dominicana, México, Nicaragua, Puerto Rico y El Salvador).
- Federal Republic of Caribbean Sea - FRCS (Belice, Haití, Guyana, Surinam, Guayana Francesa y todas las islas del Caribe que no son de habla hispana).

La República Unida de Naciones de América - RUNA sería una república federal de administración descentralizada, donde cada nación mantiene un elevado grado de independencia. Su sistema de gobierno tiene sólidas bases meritocráticas, no solo por la exigencia de méritos y probidad para poder ser candidato a cargos por elección popular, sino también por el reconocimiento de los méritos de cada elector a la hora de emitir su voto para elegir un gobernante, mediante un sistema electoral que escruta los votos ponderados por el grado de instrucción de cada elector. Este sistema electoral sería la base fundamental de la meritocracia porque se valoran los méritos de cada elector para seleccionar los candidatos más idóneos para ocupar los cargos de gobierno. Este sistema de votación universal con ponderación según el nivel de instrucción del elector, unido a los requisitos de méritos para poder ser candidato y a la segunda votación cuando ningún candidato supere 50% de los "Puntos Electorales" (votos ponderados), es considerado como una “vacuna sistémica” contra el populismo que muchas veces corroe y hace colapsar las democracias y las repúblicas.